# 夏 (姓)
夏（か）は、漢姓の一つ。

## 中国の姓
2020年の中華人民共和国の第7回全国人口調査（国勢調査）に基づく姓氏統計によると中国で65番目に多い姓であり、464.25万人がいる。一方、台湾の2018年の統計では第97位で、16,771人がいる。

### 著名な人物
- 夏惲 - 後漢末期の宦官。
- 夏珪 - 南宋の画家。
- 夏斗寅 - 中華民国の軍人。
- 夏雨 - 俳優。
- 夏達 - 漫画家。

## 朝鮮の姓
夏（か、 ハ、朝: 하）は、朝鮮人の姓の一つである。2015年の韓国の国勢調査による人口は2,475人。

### 著名な人物
- ハ・ヒラ（夏希羅） - 韓国の女優。華僑出身[5]。

### 氏族
| 氏族（地域） | 創始者               | 人数（2015年） |
| ------------ | -------------------- | -------------- |
| 達城夏氏     | 中国宋朝の大都督夏欽 | 2,194          |
| 大邱夏氏     |                      | 199            |
| 原城夏氏     |                      | 6              |
| 漢陽夏氏     |                      | 9              |